# 莫妮卡·埃特尔
莫妮卡·埃特尔（Monika Ertl，1937年8月17日—1973年5月12日）是一位德裔玻利维亚共产主义激进者、游击队员，也是纳粹宣传家汉斯·埃特尔的女儿。她最著名的事迹就是刺杀曾下令砍下切·格瓦拉的双手的罗贝托·金塔尼亚·佩雷拉（Roberto Quintanilla Pereira）上校。刺杀成功后，德国国内给她取了个“切·格瓦拉的复仇者”（Che Guevara's avenger）头衔。之后，她继续在玻利维亚尼阿卡瓦苏游击队服役，抵抗玻利维亚政府，最终在1973年被该国安全部门杀害。当局从未将她的遗体送还给家属，也无人知晓她葬在何处。